# Oxid de ceriu (IV)

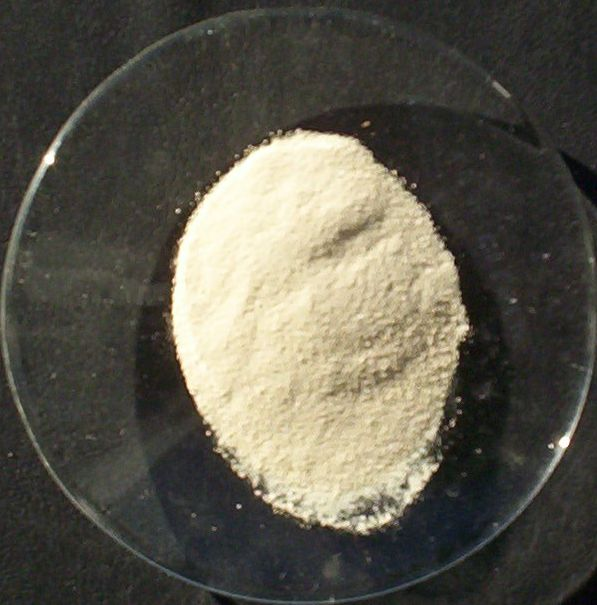
Oxid de ceriu(IV).

Oxidul de ceriu(IV), cunoscut și ca oxid ceric, oxid de ceriu sau dioxid de ceriu, este un oxid al ceriului, un metal din seria lantanidelor. Este o pudră alb-gălbuie cu formula chimică CeO2.
Substanța poate fi formată prin calcinarea oxalatului de ceriu sau hidroxidului de ceriu. Sub formă de pudră, este ușor higroscopic și poate absorbi cantități mici de dioxid de carbon din atmosferă.
Ceriul mai formează și oxid de ceriu(III), Ce2O3, dar CeO2 este mult mai stabil la temperatura camerei și sub condiții atmosferice.